# Poa hisauchii
Poa hisauchii är en gräsart som beskrevs av Masaji Masazi Honda. Poa hisauchii ingår i släktet gröen, och familjen gräs. Inga underarter finns listade i Catalogue of Life.